# Michael Farfan
Michael Farfán Stopani (San Diego, 23 juni 1988) is een Mexicaans–Amerikaans voetballer die bij voorkeur als middenvelder speelt. Hij tekende in 2015 een contract bij DC United uit de Major League Soccer.

## Clubcarrière
Op 13 januari 2011 werd Farfan als drieëntwintigste gekozen in de MLS SuperDraft 2011 door Philadelphia Union. Hij maakte zijn professionele debuut op 6 april 2011 in een U.S. Open Cup wedstrijd tegen DC United. Zijn eerste doelpunt maakte hij op 21 mei 2011 tegen Chicago Fire. Na drie seizoenen bij Philadelphia  werd hij verkocht aan Cruz Azul. Hij scoorde in zijn debuut tegen Pachuca, wat ook zijn enige competitiewedstrijd zal blijken te zijn voor Cruz Azul. Na slechts zes maanden deed de club afstand van de speler. Hij tekende op 10 februari 2015 bij DC United. 

## Trivia
Michael Farfan's broer Gabriel Farfan is eveneens voetballer en voormalig speler van Philadelphia Union.